# Леди Пинк
Леди Пинк (настоящее имя — Сандра Фабара, род. 1964, Амбато, Эквадор) — американская граффити-художница, живущая в Нью-Йорке. Получила прозвище «первая леди граффити», так как была одной из первых женщин в субкультуре граффити, рисующих в метрополитене в начале 1980-х годов. Сосредоточила свою карьеру на расширении прав и возможностей женщин, используя граффити и фрески как акты борьбы и самовыражения. Как говорила Леди Пинк: «Это не просто клуб для мужчин. У женщин тоже есть права».

## Биография
Сандра воспитывалась в Куинсе и училась в High School of Art & Design (англ.) на Манхэттене. Когда один из студентов познакомил её с граффити, ей было пятнадцать лет. Она начала свою карьеру граффити в 1979 году после расставания с молодым человеком, который после ареста был отправлен жить в Пуэрто-Рико. Вскоре после этого она начала тегать имя Леди Пинк, придуманное в честь её любви к историческим романам Англии, викторианского периода и аристократии. В течение нескольких лет Леди Пинк начала общаться с командой TC5 (The Crazy 5) и с TPA (The Public Animals). Леди Пинк рисовала в подземке Нью-Йорка с 1979 по 1985 год.
В 1980 году она участвовала в знаменитой нью-йоркской выставке «GAS: Graffiti Art Success» в Fashion Moda (англ.), Новый музей современного искусства.
В 1983 году снялась в главной роли в кинофильме «Дикий стиль» и сотрудничала с Джени Холзер в создании серии плакатов. Её первое сольное выступление «Femmes-Fatales» состоялось в 1984 году в Moore College of Art & Design в Филадельфии. Она замужем за граффити-художником СМИТ (Роджер Смит формально из команды граффити «Sane Smith»), с которым она часто сотрудничает в коммерческой работе.
Леди Пинк является одной из основательниц граффити-сообщества и выступает в качестве наставницы для подростков. Она посещает школы и читает студентам лекции об искусстве и способах самовыражения, мотивируя участвовать в жизни творческого сообщества.
В картинах студии Леди Пинк часто используются темы поездов метро Нью-Йорка и городских пейзажей POP-сюрреалистов. Некоторые из её работ находятся в коллекциях Музей американского искусства Уитни, в Метрополитен-музей и в Бруклинском музее в Нью-Йорке, а также в Гронингенском музее в Нидерландах.